# قرار مجلس الأمن التابع للأمم المتحدة رقم 2113
قرار مجلس الأمن التابع للأمم المتحدة رقم 2113، المتخذ بالإجماع في 30 يوليو 2013.

## روابط خارجية
- نص القرار في undocs.org